# 柏静香
柏 静香（かしわ しずか、1990年11月28日 - ）は神奈川県出身のアイドル。元U-15タレント。株式会社あむ・はうすに所属していた。趣味はテレビゲーム。特技は少林寺拳法、水泳など。姉は柏志穂。

## 出演作品

### テレビ
- ガッコの先生　(TBS、2001年)

### 写真集
- 1990〜2002 柏静香11歳（コンパス、2002年）
- C（ぶんか社、2005年）
- PIXY TAIL（彩文館出版、2005年）

### DVD
1. バニラコレクション Vol.7（メディアバンク、2002年）
2. butterfly（ぶんか社、2005年）
3. 柏静香（ジェネオンエンタテインメント、2005年）
4. fifteens's fairy（BNS、2006年）
5. 柏姉妹（TMC、2006年）[1]
6. ロボ子のやり方 植物採集／ジャギュレイター（ANEC、2006年）